# Guyana Sugar Corporation
Die Guyana Sugar Corporation oder GuySuCo ist ein staatliches Unternehmen in Guyana. Der Zuckerproduzent ist die größte Firma, die in dem Land Zuckerrohr anbaut und Zucker produziert. Der Demerara Sugar wird für den weltweiten Export hergestellt.

## Geschichte
Das Unternehmen wurde 1976 gegründet, als die Regierung von Guyana die Zucker-Plantagen von Booker Sugar Estates Limited, Tate & Lyle und Jessels Holdings verstaatlichte und zur Guyana Sugar Corporation vereinigte.
Dem neuen Unternehmen GuySuCo fehlten ursprünglich Erfahrung und die Geldresserven aus ausländischem Kapital, welche nötig waren um die Zuckerplantagen und Zuckerwerke (processing mills) auch in wirtschaftlich schwierigen Zeiten zu unterhalten und zu führen. Als die Produktion zurückging, wurde GuySuCo zunehmend abhängig von staatlicher Unterstützung für die Auszahlung der Löhne für 20.000 Arbeiter. Außerdem wurde die Industrie schwer getroffen von Gewerkschaftsaktionen, welche gegen die Regierung von Guyana gerichtet waren. Ein vier-wöchiger Streik Anfang 1988 und ein siebenwöchiger Streik 1989 kamen zu einer schlechten Ernte. Nachdem eine Pflanzenkrankheit Anfang der 1980er Jahre einen großen Teil der Zuckerrohr-Flächen vernichtet hatte, stellten die Bauern um auf krankheitsresistente, aber weniger produktive Varietäten um. Wetterextreme mit Trockenheiten und Überflutungen, vor allem 1988, führten ebenfalls zu geringeren Erträgen.

### Im internationalen Wettbewerb
Guyana exportierte ca. 85 % seiner jährlichen Zuckerproduktion. Damit war Zucker die wichtigste Quelle für Devisen. Die Möglichkeiten für den Zuckerexport entwickelten sich jedoch während der 1980er immer ungünstiger. Steigende Produktionskosten nach der Verstaatlichung zusammen mit fallenden Weltmarktpreisen seit den späten 1970ern setzten Guyana in eine schlechte Wettbewerbsposition. Ein Bericht der Financial Times von 1989 schätzte die Produktionskosten in Guyana auf fast US$400 pro Tonne, was zu der Zeit in etwa der Weltmarktpreis war. Anfang 1991 waren die Weltmarktpreise noch stärker gesunken auf unter US$200/T und es wurde geschätzt, dass die Preise noch weiter sinken würden, da China, Thailand und Indien ihre zuckerexporte auf ein Rekordmaß steigerten.
Angesichts solch starken internationalen Wettbewerbs, wurde Guyana zunehmend abhängig von seinem Zugang zu den subventionierten Märkten in Europa und den Vereinigten Staaten. Der Großteil der Zuckerausfuhren (etwa 160.000 t/Jahr in den späten 1980ern) ging in die Europäische Wirtschaftsgemeinschaft (EWG) unter der Voraussetzung der Lomé Convention, eines speziellen Einfuhrkontingents. 1987 lag der Handelspreis für Zucker in der EWG bei ca. US$460 pro Tonne, während der Weltmarktpreis bei nur US$154/t lag. Guyana hatte für einen viel kleineren Anteil (ca. 18.000 t/Jahr 1989, nach Einbrüchen von 102.000 t 1974) ähnliche Einfuhrkontingente für den Markt in den Vereinigten Staaten (Caribbean Basin Initiative). Den bevorzugten Zugang zum europäischen Markt zu erhalten war damals die Priorität für Guyana; 1988 und 1989 waren die Produktionszahlen jedoch zu niedrig, um die Kontingente der EWG zu erfüllen, und Guyana importierte Zucker zu niedrigen Weltmarktpreisen und reexportierte ihn in den lukrativen europäischen Markt. Trotzdem verfehlte Guyana das Kontingent um 35.000 t 1989 und um 13.000 t 1990.

### Umstrukturierung
Die Regierung von Guyana restrukturierte seine Zuckerindustrie in den 1980ern um die Profitabilität wiederzugewinnen. Die Gebiete, welche zur Zuckerproduktion bestimmt waren, wurden von 50.000 ha auf weniger als 40.000 ha begrenzt und zwei von zehn Zuckerfabriken wurden geschlossen. GuySuCo diversifizierte auch seine Produktion und erweiterte die Produktpalette um Milchprodukte, Vieh, Zitrusfrüchte, und andere. Die Profitabilität verbesserte sich, aber das Produktionsniveau und die Exportgewinne blieben weit unter dem Ziel. Mitte der 1990 unternahm die Regierung einen wichtigen Schritt zur langfristigen Reform der Zuckerindustrie, als GuySuCo einen Managementvertrag mit den britischen Firmen Booker und Tate & Lyle, den früheren Eigentümern von GuySuCos Anteilen, unterzeichnete. Eine Studie der beiden Unternehmen schätzte, dass 20 Millionen US-Dollar benötigt würden, um die Zuckerindustrie von Guyana zu sanieren.
Im Jahr 2004 wurde bekannt gegeben, dass Guyana seine Zuckerindustrie modernisieren will, um der Konkurrenz auf dem Weltmarkt besser standhalten zu können. Als Teil eines strategischen Plans zur Kostensenkung und Produktivitätssteigerung unterzeichneten GuySuCo und die China National Technology Import and Export Corporation am 22. Juni 2004 Verträge in Beijing. Als Ergebnis des 110-Millionen-Dollar-Abkommens, das teilweise von der Weltbank, dem Internationalen Währungsfonds und der China Exim-Bank finanziert wurde, wurde eine neue Fabrik gebaut, zu der auch die Skeldon Sugar Cogeneration Plant (ein Heizkraftwerk), eine Brennerei und eine Raffinerie, die bis 2008 gebaut werden sollte. Die Vereinbarung wurde auch in Übereinstimmung mit den Zielen und Verpflichtungen der Weltbank getroffen, zu einer allgemeinen Reduzierung der globalen Treibhausgase beizutragen und moderne Technologien einzuführen um die Effizienz der Zuckerindustrie zu verbessern. Im November 2007 wurden Zuckerfabrikarbeiter von GuySuCo in Südafrika geschult um sich mit der neuen Technologie vertraut zu machen.